# NGC 2943
NGC 2943 је елиптична галаксија у сазвежђу Лав која се налази на NGC листи објеката дубоког неба.
Деклинација објекта је + 17° 1' 52" а ректасцензија 9h 38m 32,9s. Привидна величина (магнитуда) објекта NGC 2943 износи 12,7 а фотографска магнитуда 13,7. NGC 2943 је још познат и под ознакама UGC 5136, MCG 3-25-11, CGCG 92-19, PGC 27482.